# Högkamtjärnarna (Jörns socken, Västerbotten, 723857-168039)
Högkamtjärnarna är en sjö i Skellefteå kommun i Västerbotten och ingår i Skellefteälvens huvudavrinningsområde.